# トヨタ・クラウンスポーツ
クラウン（スポーツ）(CROWN “SPORT”)とは、トヨタ自動車が製造・販売をしている高級ハッチバック型クロスオーバーSUV（以下CUV）である。

## 概要
16代目クラウンの発表時に公開された4種類のボディタイプのうちの1つ。クラウンシリーズ初の2ボックスハッチバック型CUVである。クラウン（クロスオーバー）やクラウン（エステート）より全長およびホイールベースが短く、純正ホイールの直径を大きくし、スポーティな走りを売りにしているほか、「エモーショナルで感性に響く」デザインとした。
なお、リア右下に装着されているハイブリッドシンボルマークはクロスオーバーの「HYBRID SYNERGY DRIVE」から変更となり、5代目プリウスや4代目アルファード/3代目ヴェルファイアと同じ“BEYOND ZERO”タイプの「HEV」ロゴとなる。

## メカニズム
エンジンには2.5L ダイナミックフォースエンジンであるA25A-FXS型にモーターとバイポーラ型ニッケル水素電池で構成されたハイブリッドシステムが採用されており、モーターをフロント・リア両方に搭載し、走行状態に合わせて前後のトルク配分を制御するとともに、コーナリング時には燃費性能と旋回中の車両安定性の向上の両立を図るためリアの駆動配分を大きくする電気式四輪駆動システム「E-Four」が採用されている。
プラグインハイブリッドモデルは、ハイブリッドシステムをベースに、フロントモーターを高出力・高トルク仕様の5NM型に、バッテリーを51Ahのリチウムイオン電池に変更されている。また、トヨタのプラグインハイブリッド車としては2代目プリウスPHVにオプション設定して以来となるCHAdeMO規格による急速充電およびV2H(Vehicle to Home)を標準装備した。またPHEVではスポーティな走りに磨きをかけており、減衰力可変制御のAVSや対向6ピストンを採用したディスクブレーキを装備している。
| モデル                 | エンジン・電気モーター | 排気量 (cc)  | タイプ              | トランスミッション | 最高出力 (kW (PS)/rpm) | 最大トルク (Nm (kgm)/rpm) | 備考             |
| ハイブリッド           | ハイブリッド           | ハイブリッド | ハイブリッド        | ハイブリッド       | ハイブリッド           | ハイブリッド              | ハイブリッド     |
| ---------------------- | ---------------------- | ------------ | ------------------- | ------------------ | ---------------------- | ------------------------- | ---------------- |
| SPORT Z                | A25A-FXS型             | 2,487        | 直列4気筒 DOHC D-4S | 電気式無段変速機   | 137 (186) /6,000       | 221 (22.5) /3,600 - 5,200 | 型式はAZSH36W    |
| SPORT Z                | 3NM型                  | -            | 交流同期電動機      | 電気式無段変速機   | 88 (120)               | 202 (20.6)                | フロントモーター |
| SPORT Z                | 4NM型                  | -            | 交流同期電動機      | 電気式無段変速機   | 40 (54)                | 121 (12.3)                | リアモーター     |
| プラグインハイブリッド |                        |              |                     |                    |                        |                           |                  |
| SPORT RS               | A25A-FXS型             | 2,487        | 直列4気筒 DOHC D-4S | 電気式無段変速機   | 130 (177) /6,000       | 219 (22.3) /3,600         | 型式はAZSH37W    |
| SPORT RS               | 5NM型                  | -            | 交流同期電動機      | 電気式無段変速機   | 134 (182)              | 270 (27.5)                | フロントモーター |
| SPORT RS               | 4NM型                  | -            | 交流同期電動機      | 電気式無段変速機   | 40 (54)                | 121 (12.3)                | リアモーター     |

大柄なボディサイズの割に最小回転半径を5.4 mに抑えた。これはクロスオーバーと同様に後輪操舵機能であるDRS（ダイナミックリアステアリング）を装備したためである。DRSは低速時には回頭性を、高速時は安定性を高める働きがあり、本モデルでも高速直進性の向上や高速コーナリング時の安定感が増している。サスペンションは比較的硬めにセッティングされており、路面状況をダイレクトに伝えながらも不快な振動を抑えて、柔軟なフットワークを実現している。重量が増加したプラグインハイブリッドモデルでもソフトウェア制御をより調整したことによって、さらにシャープなハンドリング性能へと進化した。
このシャシー設計については、クロスオーバーをベースにホイールベースを短縮した先行開発車を用いて開発を進めていった。21か月間における開発は当時20代半ばの技術者がメインで携わった。最初の社内試乗会では「クラウンならではの上質さが感じられない」という評価があった。これを受けて、「やはりクラウンである以上、上質で快適な乗り味は譲れない。単なる速さではなく、スポーツとして運転する楽しさを追求する方向を目指そう」という方針が、開発陣の中で定まった。ところが従来の方法では、「走る・曲がる・止まる」という性能を全体として最適化するのが、短い期間では難しいことがわかった。そのため評価ドライバーにもDRSのチューニングに協力してもらい、機械系と制御系を融合させて開発していった。テスト走行ではテクニカルセンター下山以外にも士別試験場の積雪路やサーキットなどでも走り込んで、ブレーキとともにセッティングを磨いていった。

## デザイン
クラウン（スポーツ）の開発リーダーを務めた本間裕二は「見て、乗って、走って、お客様に“WOW”と感じていただけるようなエモーショナルなクルマ」を目指したと語る。エモーショナルな外観を生み出すために、外形デザインのリーダーであった小出幸弘はまず“リヤフェンダーの意匠”を意識した。ボディ側面に目立ったキャラクターラインを入れずに、キャビン後方やボディ側面を絞り込み、大径ホイールと組み合わせたことで力強さを感じられるデザインになった。さらに、ボディ面の抑揚だけでダイナミックさを表現している。
このデザインはプレス成型において非常に高い精度が求められるため、生産技術のエンジニアが金型の設計・製作はもちろん、量産評価から生産開始まで関わった。CADを使って金型を設計し、シミュレーションにかけてテストしたものの、エンジニアの福田幸介によれば「4カ月かけて700回ほどトライ&エラーを繰り返し」、失敗続きであったという。そのような中、福田は本モデルのための新しい手法を思いついた。加工する際に本来固定される金型を少し動かすようシミュレーションするとうまくいったことがあるようで、これを利用することを考えた。0.7秒の行程で動きを調整し、金型本体を1000分の1ミリメートル単位で調整しなければならないのだが、チームの総力によって実現した。
内装は先に登場したクロスオーバーとほぼ同じデザインだが、スポーティかつエレガントな内装を表現するために左右非対称のカラーとなっている。プラグインハイブリッドモデルについては赤い表皮のパネルが特徴的である。ところがこの試作段階で、赤い表皮ではシワが発生したり白化したりするなどの問題が発生した。そこで表皮となる合成皮革の繊維に着目し、シワや白化が発生しないよう改良するだけでなく、ダッシュボードのデザインを少しずつ調整した。これにより、アシンメトリーで鮮やかな内装色を実現した。

### 他社製品との類似性
本モデルはデビュー当初から様々なクルマとのデザインの類似性を指摘された。特にフェラーリ・プロサングエとは前後の意匠が似ているだけでなく、リアフェンダーに膨らみをつけたダイナミックなデザインも共通点である。ほかにも、キャビンが伸びやかで、後方に向かうにつれて滑らかに下がったサイドのシルエットはランボルギーニ・ウルスやアストンマーティン・DBXと似通っている。もちろん、これらとの因果関係はまったくない。

### 年表
2022年7月15日
オンラインで開催されたワールドプレミアで発表された。
2023年4月12日
セダン・エステートと共に発表時期と写真を公開。ハイブリッド（HEV）モデルが2023年秋に、プラグインハイブリッド（PHEV）モデルが2023年冬に順次発売予定とアナウンスされる。
2023年10月6日
ハイブリッドモデルが公式発表された（同日より注文受付を開始、11月頃発売）。
グレードは「SPORT Z」のみのモノグレード展開となる。ボディカラーはモノトーンにはクラウンクロスオーバーとの共通色となるプレシャスホワイトパール（メーカーオプション）、ブラック、プレシャスブロンズ（メーカーオプション）に加え、アッシュ、エモーショナルレッドIII（メーカーオプション）、マスタードの6色を設定。ブラックとの組み合わせとなるバイトーン（メーカーオプション）はモノトーンからブラックを除く5色が設定される。
なお、プラグインハイブリッドモデルの発売時期が12月頃の予定に改められた。
2023年12月19日
プラグインハイブリッドモデルが公式発表され、同日より発売された。
グレードは「SPORT RS」となり、プラグインハイブリッド専用装備に加え、ナビゲーションシステム連動型の電子制御サスペンションシステム「NAVI・AI-AVS」が追加され、ブレーキはフロントのベンチレーテッドディスクを20インチに大径化され、専用20インチ対向6ピストンアルミキャリパーを追加するとともに、フロント・リア共にブレーキキャリパーに赤色塗装が施された。
2024年10月10日
旗艦店「THE CROWN」（横浜都筑・福岡天神・愛知高辻・千葉中央）専用特別仕様車「SPORT RS“THE LIMITED-MATTE METAL”」を発売。先に発売されたクロスオーバーの「CROSSOVER RS“THE LIMITED-MATTE METAL”」同様、ボディカラーにマットながら特殊表面処理（TMコート）で日々の手入れを楽にしたマットメタル色（1M1）を採用。インテリアには専用色のブラックラスターを採用し、インストルメントパネルには「THE LIMITED-MATTE METAL」専用のレーザー加飾を施した。また、専用アプリをインストールする事でスマートフォンを車両のキーとして使用可能にするデジタルキーを特別装備した（ベースモデルではメーカーオプション）。
2025年7月10日
一部改良及び70周年記念特別仕様車「THE 70th」が発表された（「The 70th」は7月30日発売）。
すべてのドアがスマートエントリー化され、「SPORT RS」は内装色にブラックを、メーカーオプションに225/45R21タイヤがそれぞれ追加された。また、ハイブリッドモデルにエントリーグレードの「SPORT G」を追加。既存の「SPORT Z」から緊急時操舵支援（アクティブ操舵機能付）+フロントクロストラフィックアラート[FCTA]+レーンチェンジアシスト[LCA]、トヨタ チームメイト、ドライバーモニターカメラ、ステアリングヒーター+タッチセンサー、ハンズフリーパワーバックドア、イージークローザー（バックドア）、前席シートヒーター、前席シートベンチレーション、助手席肩口パワーシートスイッチ、マイコンプリセットドライビングポジションシステムが省かれ、アダプティブハイビームシステム[AHS]をオートマチックハイビーム[AHB]へ、ヘッドランプレベリングをマニュアルに、インナーミラーを自動防舷（デジタルをメーカーオプション設定）に、助手席4ウェイシートをマニュアルに、運転席パワーイージーアクセスシステムをチルトとテレスコピックに、ディスプレイオーディオを車載ナビ・光ビーコンユニット無し・6スピーカー仕様それぞれグレードダウンしたことにより、70万円割安の価格設定となった。
「THE 70th」はクロスオーバー・セダンに続いての設定となり、「SPORT Z」・「SPORT RS」をベースに、シフトノブを70thロゴ入りのプレミアム仕様に、スマートエントリー&スタートシステムをTHE 70thロゴ入りのクラウン専用キーに、ソフトパッド（インストルメントパネル・センターコンソールボックス・ドアトリム）&ソフトフィール塗装（インストルメントパネル）をブラックラスターに変更。フロントドアはLEDドアカーテシランプから70thロゴ入りのプロジェクションカーテシイルミとなり、インストルメントパネルにはTHE 70thロゴの専用レーザー加飾が施され、THE 70thロゴ入りのマニュアルケースも装備される。そのほか、「SPORT Z"THE 70th"」は21インチアルミホイールを「SPORT RS」と同じマットブラック塗装に、ドアウインドゥフレームモールディング（SUS）を「SPORT RS」と同じブラックにそれぞれ変更。「SPORT RS"THE 70th"」はステアリング加飾を「SPORT Z」と同じ仕様（ステッチはベース車と同じかがり縫い）に変更し、アルミペダル（アクセル・ブレーキ）が装備された。ボディカラーはベース車のラインナップに加え、バイトーン（メーカーオプション）に特別設定色としてプレシャスメタル×プレシャスホワイトパールとプレシャスメタル×ブラックが設定される。

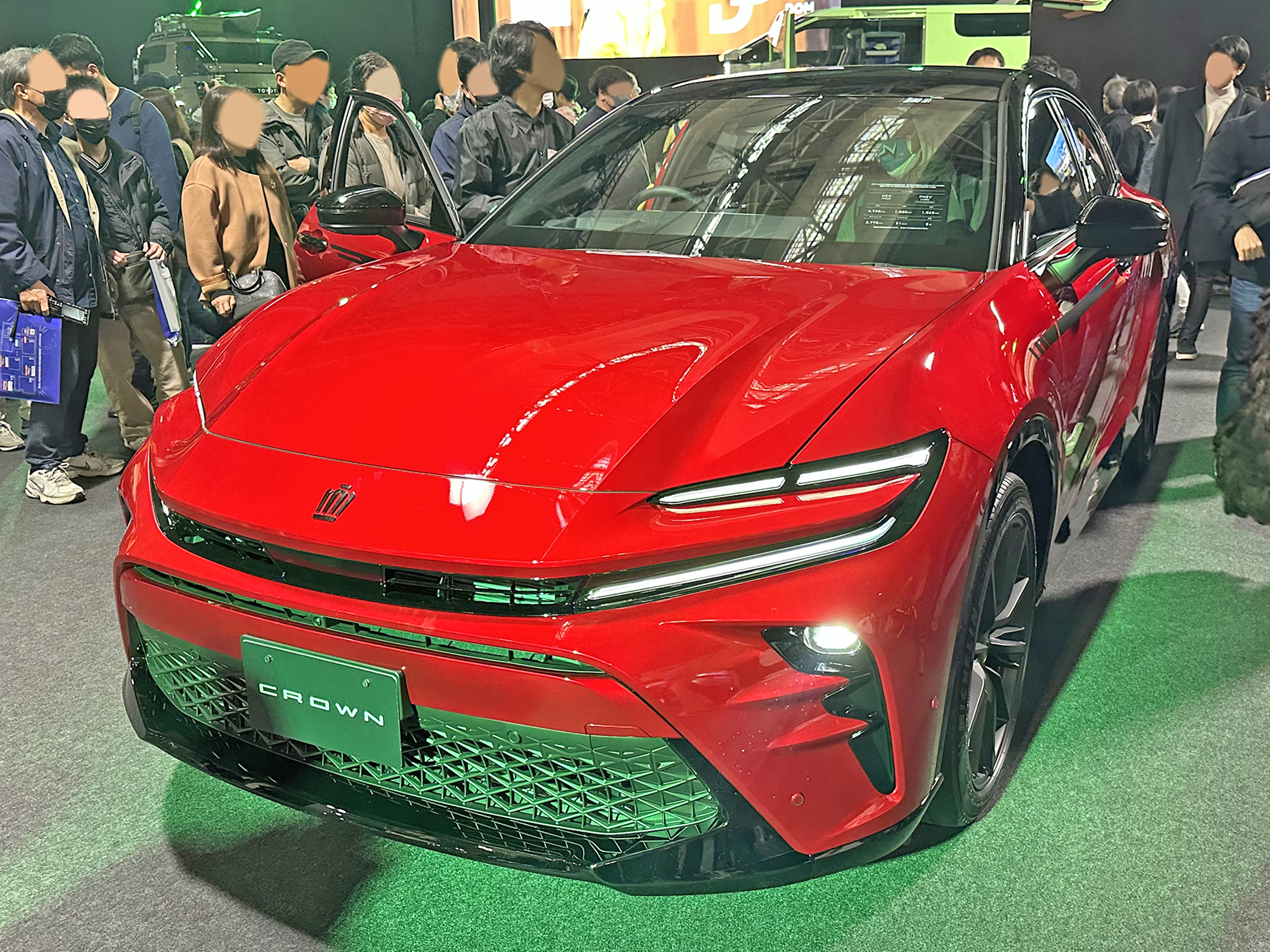
SPORT RS
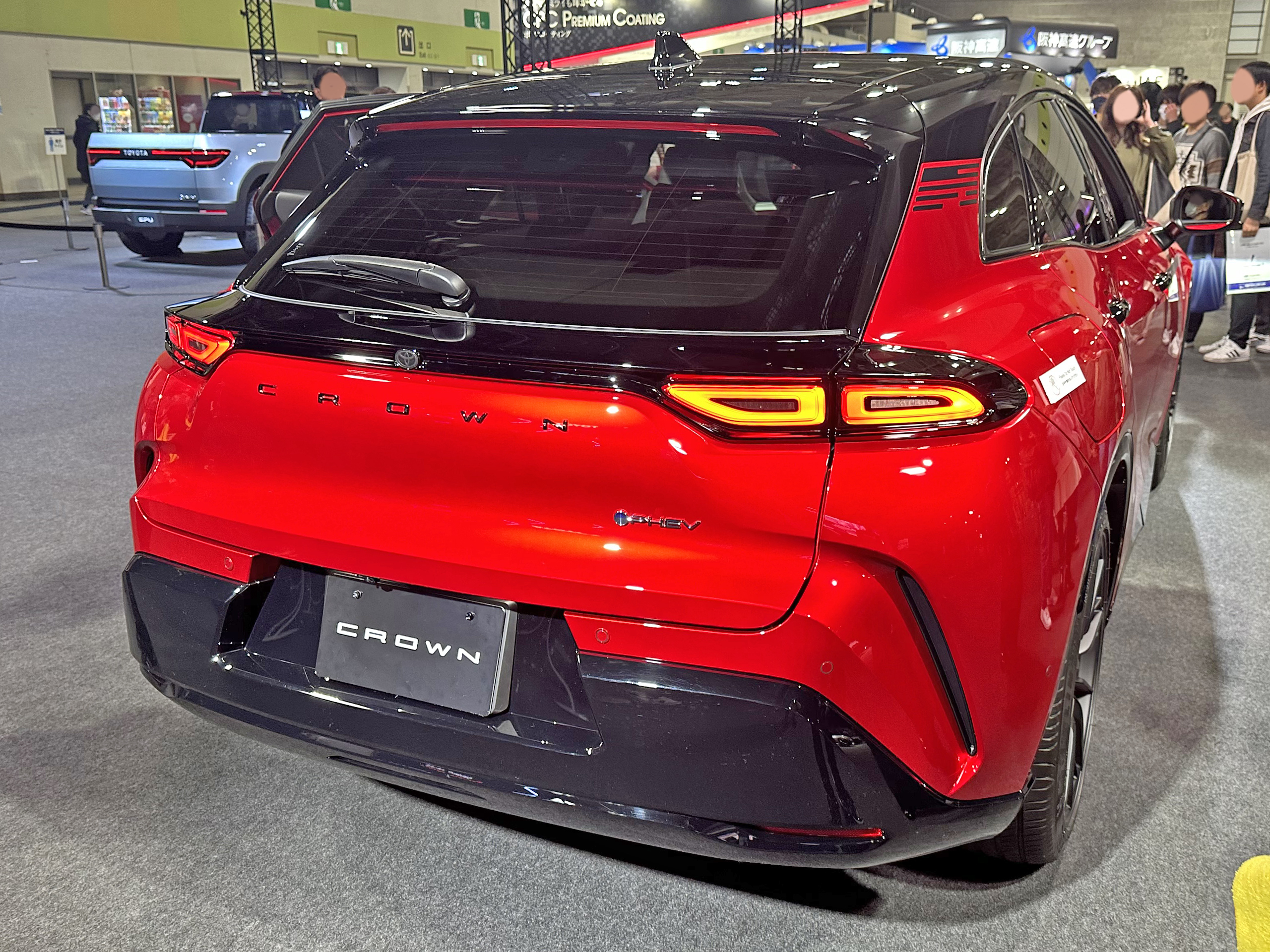
SPORT RS リア
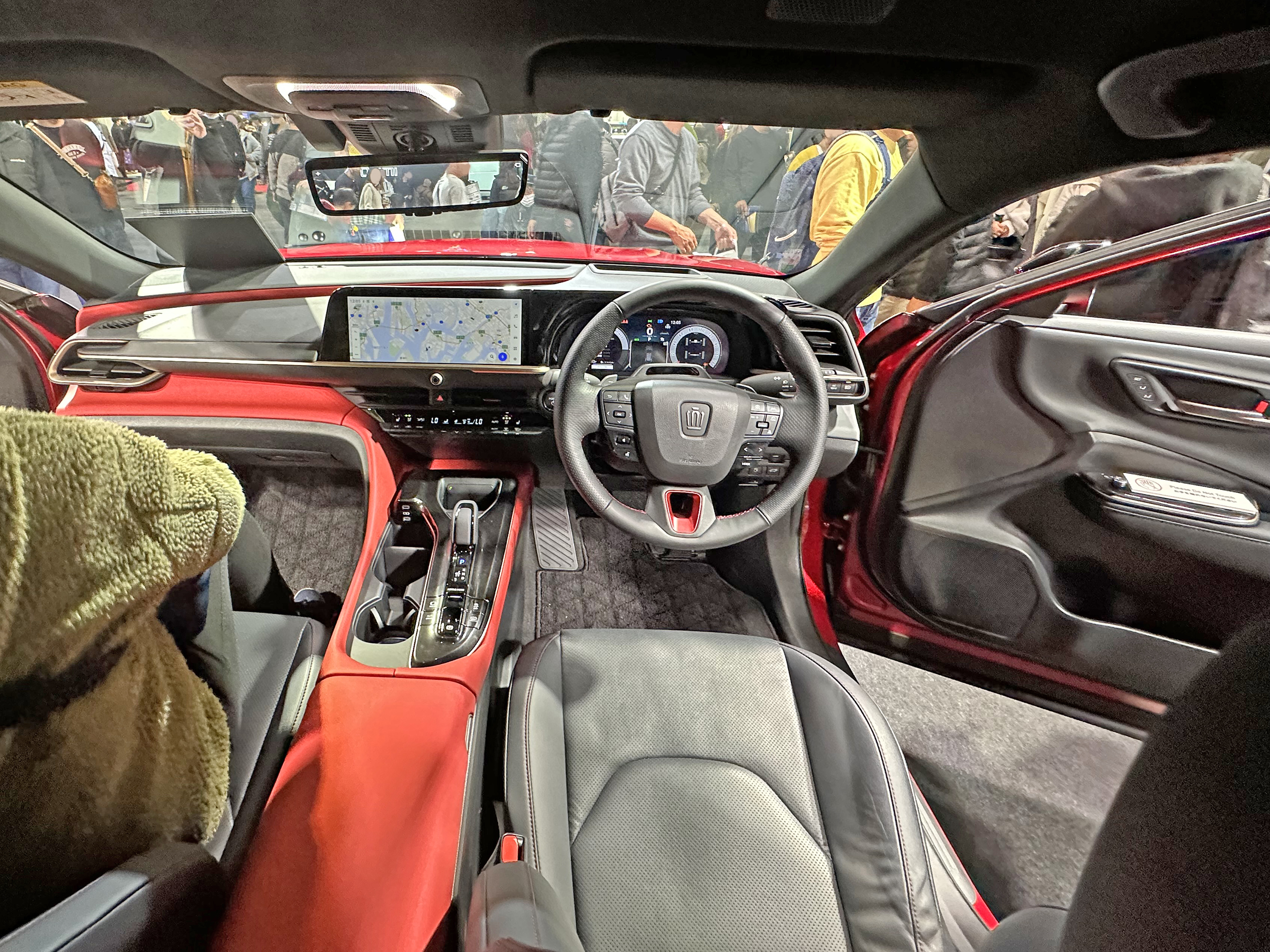
SPORT RS インテリア
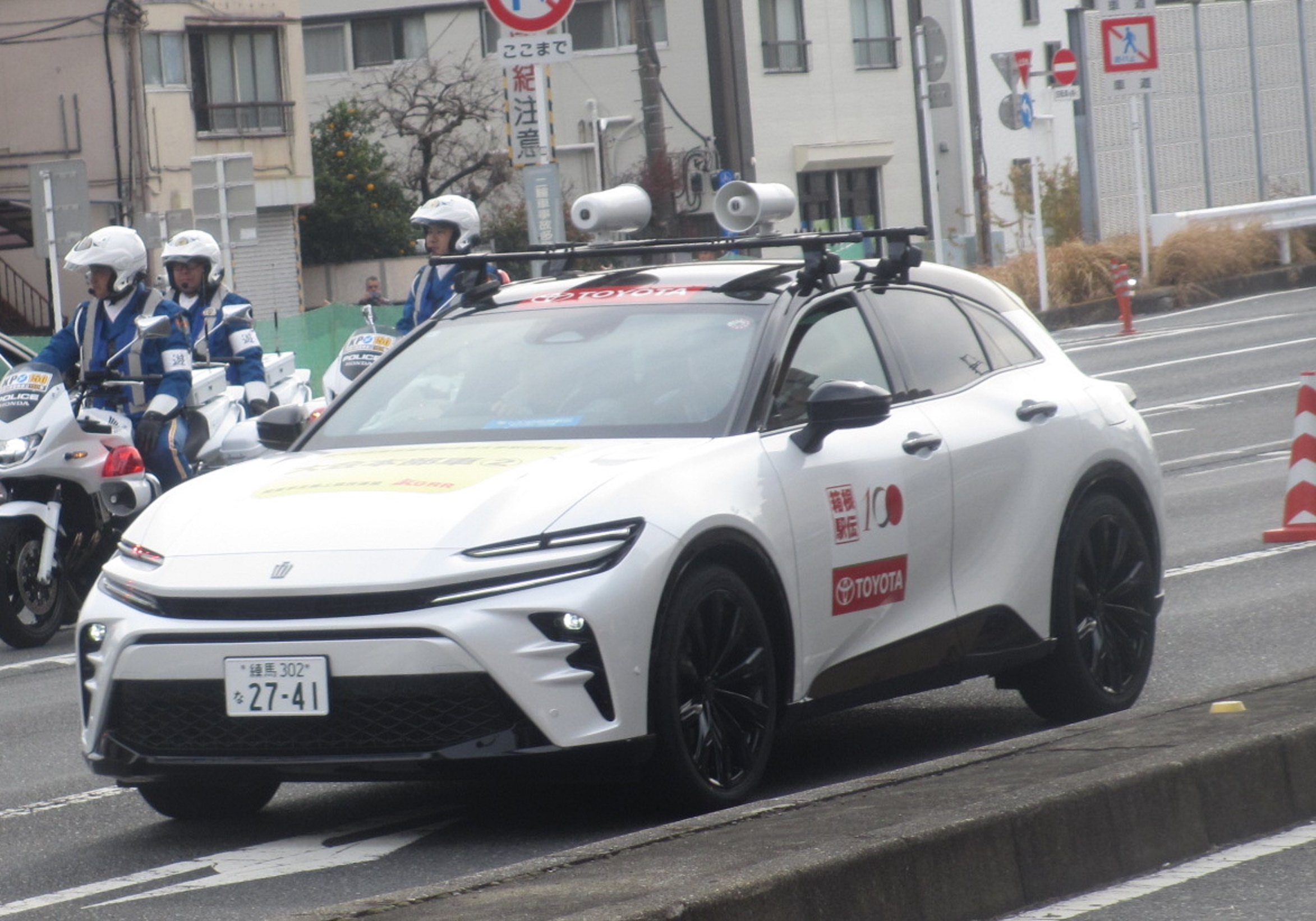
第100回箱根駅伝 大会本部車
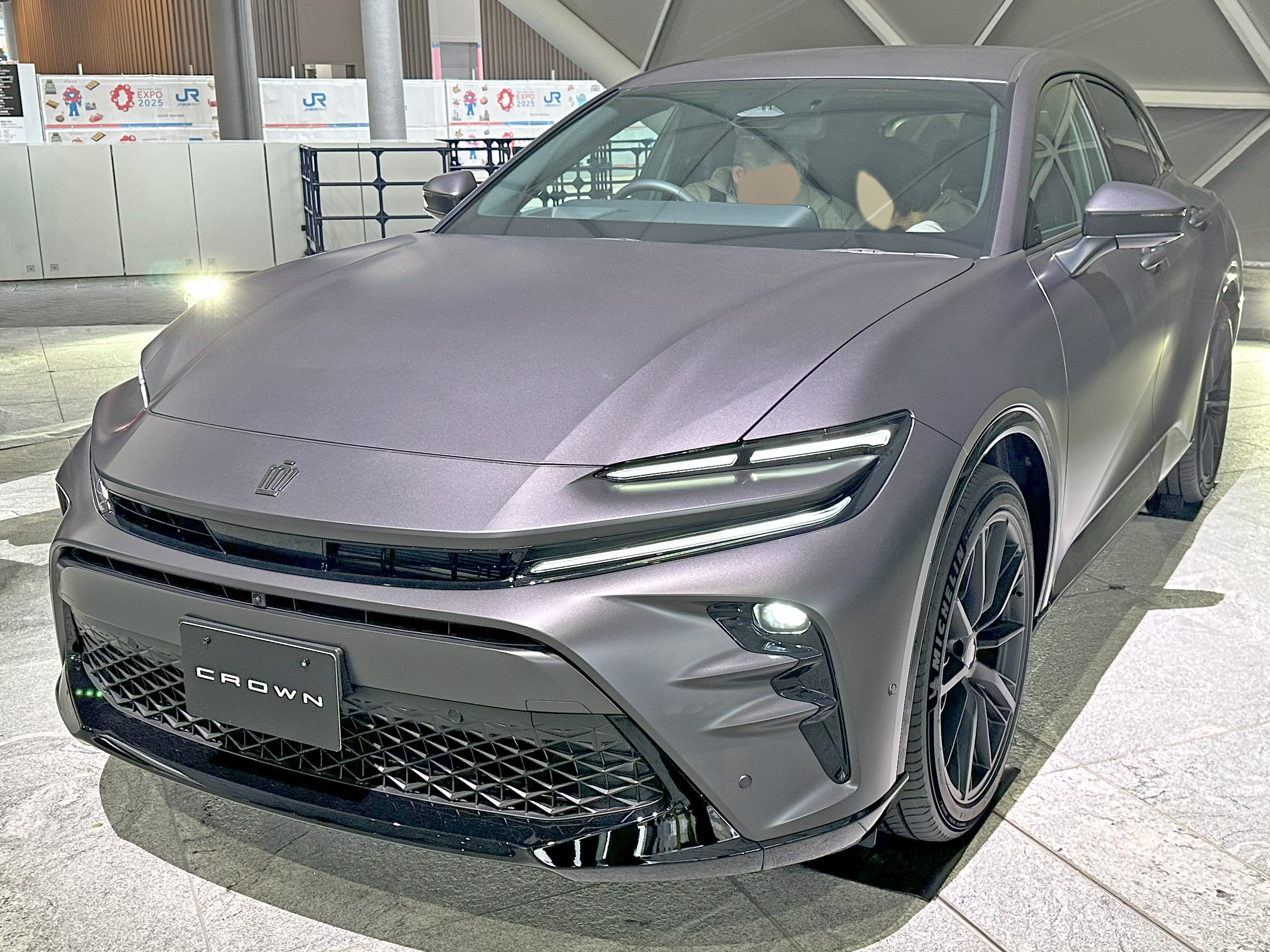
SPORT RS"THE LIMITED-MATTE METAL"
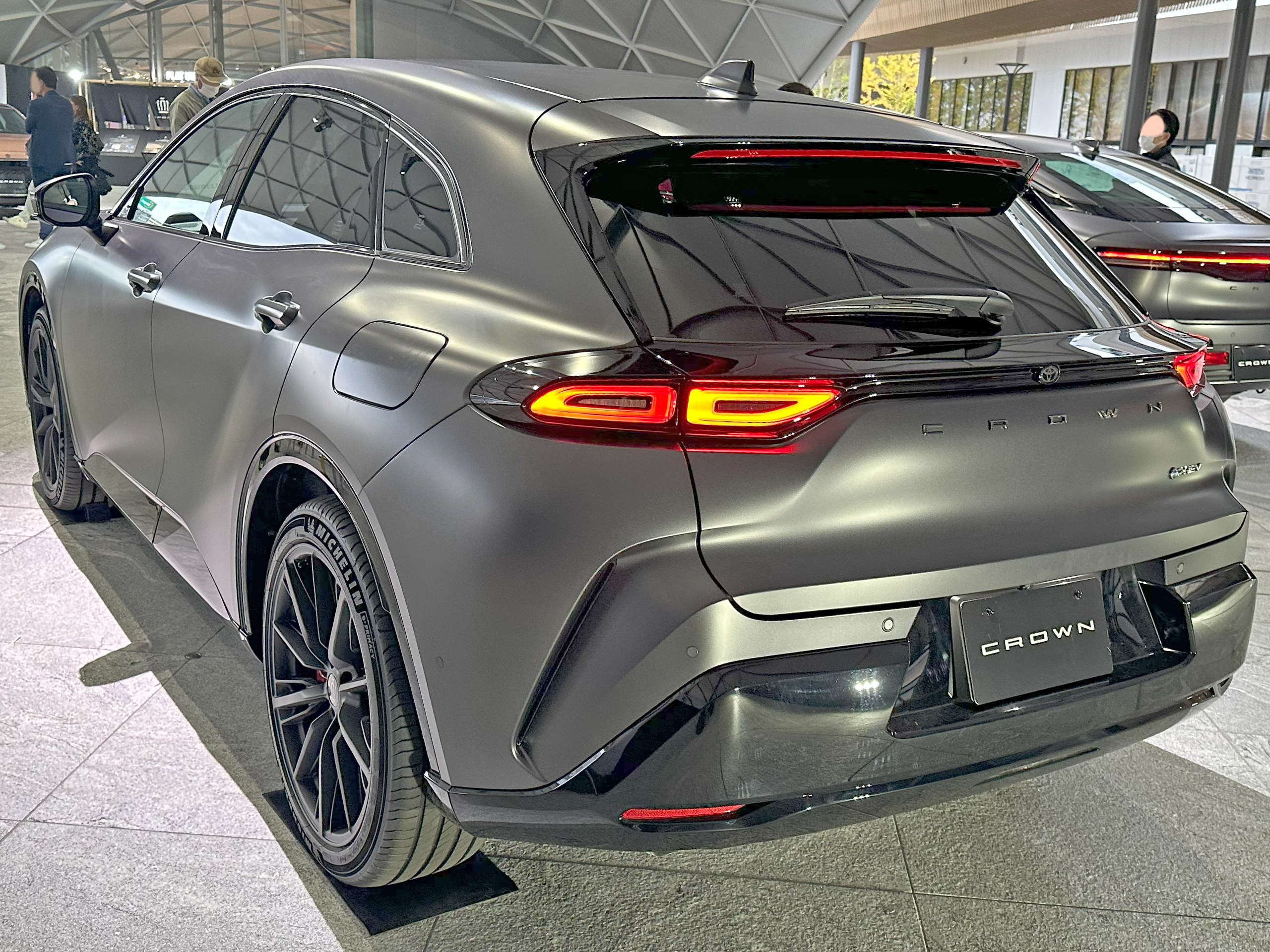
SPORT RS"THE LIMITED-MATTE METAL" リア